# GNU toolchain
GNU toolchain — набір необхідних пакетів програм для компіляції та генерації виконуваного коду з початкових текстів програм.
Програми проекту GNU поширюються в першу чергу у вигляді початкових текстів. Зазвичай для стабільних програм можна знайти готову інсталяцію. Іноді виникають ситуації, коли непрограмісту може знадобитися остання робоча версія програми. Тоді йому не обійтися без GNU toolchain.

## Склад
- Binutils (компонувальник ld, асемблер as та інші програми),
- GNU Compiler Collection — набір компілятор ів,
- Стандартна бібліотека мови Сі — GNU libc або інша, наприклад uClibc або dietlibc,
- GNU make,
- Autotools (autoconf та ін.)

## GCC
GNU Compiler Collection (GCC) — набір компіляторів проекту GNU.
Компілятори GNU розроблені і підтримуються спільнотою GNU. Це вільне програмне забезпечення, яке розповсюджується FSF. Вони використовуються для компіляції більшості програм проекту і багатьох інших. GNU C складається з двох частин — набору компіляторів з різних мов в абстрактне дерево, незалежне від мови і процесора (такі компілятори називаються front ends) і набору «компіляторів», що перетворюють дерево в об'єктний код для різних процесорів (такі програми називаються back ends). Така схема дозволяє робити код мобільним: будь-який код, скомпільований для одного процесора, швидше за все скомпілюється і для інших. Зараз написані front ends для різноманітних мов програмування і back ends для всіх основних процесорів, включаючи використовувані в PDA.

## Програми розробника
Ці програми потрібні тим, хто займається програмуванням, виправленням помилок, доповненням програм.
- Ctags — індексатор імен (використовується текстовими редакторами для навігації по іменах функцій)
- GNU Debugger — відлагоджувач
- Gprof — профайлер
- info — гіпертекстова довідкова система
- Cscope — засіб для навігації по коду